# Judy Holliday
Judy Holliday (n. 21 iunie 1921, New York City, New York, SUA – d. 7 iunie 1965, New York City, New York, SUA) a fost o actriță americană de film laureată a premiului Oscar. A murit de cancer la vârsta de 43 de ani.